# Szooronbaj Dzseenbekov
Szooronbaj Dzseenbekov (Kara-Kuldzsa, 1958. november 16. –) kirgiz politikus, az ország elnöke 2017-től 2020-ig.

## Élete
1958-ban született. Az 1990-es években, Aszkar Akajev alatt lett politikus. 2016 és 2017 között Kirgizisztán miniszterelnöke.
A 2017. októberi elnökválasztáson – a kormányzó szociáldemokrata párt támogatásával – már az első fordulóban, 55%-os voksaránnyal megszerezte a kellő számú szavazatot. Miután novemberben beiktatták elnöki hivatalába, azonnal hozzákezdett a személycserék végrehajtásához a hatalmi struktúrákban. Elmozdította – többek között – az elődje, Almazbek Atambajev által kijelölt embereket a biztonsági szolgálat és a főügyészség éléről, majd a következő év áprilisában menesztette a Szapar Iszakov vezette kormányt is, miután a parlament megvonta a bizalmat a kabinettől.

### 2020-as tüntetések
A 2020-as parlamenti választások után tüntetések törtek ki országszerte, ahol sokan követelték a lemondását. Augusztusban jelezte, hogy a Covid19-pandémia ellenére sem lehet tovább halasztani a választásokat. A választások alatt több, Dzseenbekovhoz közeli pártot szavazatvásárlással gyanúsítottak meg. A parlamentbe jutott pártokon kívül az Egyesült Kirgizisztán nevű párt is ellenezte a hatalmon lévő kormányt. Egy kora reggeli keddi időpontban október 6-án a tüntetők maguknak követelték az Ala-Too tér feletti kontrollt Biskek központjában. Ezen felül megszerezték a Fehér Ház és a Legfelsőbb Tanács épületét is, beléptek az elnöki irodák területére, és megsemmisítették Dzseenbekov portréit. Október 6-án a tüntetések hatására a Központi Választási Bizottság törölte az előző választás eredményét. Dzseenbekov szerint államcsínnyel áll szemben. Azt mondta a BBC-nek, hogy „kész átadni a felelősséget erős vezetőknek”. Október 8-án nem tudták, merre lehet, a Belügyminisztérium pedig kijelentette, hogy nem kerestetik őt. Eközben a parlamenti ellenzék nekifogott az ő elmozdítására hivatott folyamatnak.
Egy október 8-án, az elnöki honlapon közzétett nyilatkozat szerint Dzsenbekov ezt mondta: „Miután jóváhagyták a legitim végrehajtó hatalmi szervezetet, kész vagyok lemondani a Kirgiz Köztársaság elnökének szerepéről.” Később azonban minden addigi, ellenkező előjelű történés ellenére Dzseenbekov vészhelyzetet hirdetett, a kirgiz hadsereget pedig az utcákra vezényelte. Azzal bízta meg Taalaibek Omuraliev főtábornokot, hogy ő irányítsa az adandó választást és ebben a szerepben állt Rayimberdi Duishenbiev helyére. Szintén menesztette Omurbek Suvanaliyevet, aki azt megelőzően a nemzetbiztonsági tanács vezetője volt.
Dzseenbekov 2020. október 15-én lemondott. Lemondása okaként a következőt jelölte meg: „nem érek annyit, mint az ország integritása és a megállapodás a társadalommal.” Felszólította „Japarovot és más politikai résztvevőket, hogy hívják vissza a támogatóikat a  nemzet fővárosának utcáiról, és hagyják, hogy Biskek lakóinak élete visszatérjen a békés időszakokban jellemzőkhöz.”

## Fordítás
- Ez a szócikk részben vagy egészben  a   Sooronbay Jeenbekov című angol Wikipédia-szócikk fordításán alapul.  Az eredeti cikk szerkesztőit annak laptörténete sorolja fel. Ez a jelzés csupán a megfogalmazás eredetét és a szerzői jogokat jelzi, nem szolgál a cikkben szereplő információk forrásmegjelöléseként.